# Agrostis mannii
Agrostis mannii là một loài cỏ thuộc họ Poaceae.
Loài này có ở Cameroon và Guinea Xích Đạo.
Môi trường sống tự nhiên của chúng là đồng cỏ khô nhiệt đới hoặc cận nhiệt đới vùng đất thấp.